# بلانکنفلد-مالوو
بلانکنفلد-مالوو (به آلمانی: Blankenfelde-Mahlow) یک شهر در آلمان است که در تلتو-فلمینگ واقع شده‌است. بلانکنفلد-مالوو ۲۴٬۹۰۷ نفر جمعیت دارد.

## خواهرخوانده
شهرهای باد امس و توسزگ خواهرخوانده‌های بلانکنفلد-مالوو هستند.